# Patania surinamensis
Patania surinamensis is een vlinder uit de familie van de grasmotten (Crambidae). De wetenschappelijke naam van de soort is voor het eerst voorgesteld als Phalaena urticalis surinamensis door Jan Sepp in een publicatie uit 1846.
De soort komt voor in de Canada, Verenigde Staten, Cuba, Jamaica, de Dominicaanse Republiek, Puerto Rico, Mexico, Guatemala, Nicaragua, Costa Rica, Panama, Venezuela, Suriname, Frans-Guyana, Brazilië en Ecuador.